# Camden (Alabama)
Camden es una ciudad ubicada en el condado de Wilcox en el estado estadounidense de Alabama. En el censo de 2000, su población era de 2257 habs. Se encuentra a orillas del río Alabama.

## Demografía
En el 2000 la renta per cápita promedia del hogar era de $25,750, y el ingreso promedio para una familia era de $28,854. El ingreso per cápita para la localidad era de $14,272. Los hombres tenían un ingreso per cápita de $35,625 contra $20,735 para las mujeres.

## Geografía
Camden se encuentra ubicada en las coordenadas 31°59′56″N 87°17′45″O / 31.99889, -87.29583 (31.998851, -87.295743).
Según la Oficina del Censo de los EE. UU., la ciudad tiene un área total de 4.24 millas cuadradas (10.99 km²).